# Arabes jouant aux échecs
Arabes jouant aux échecs est un tableau réalisé par le peintre français Eugène Delacroix en 1847-1848 à Draveil. Cette huile sur toile est une scène de genre orientaliste qui représente deux hommes arabes jouant aux échecs à même le sol, sous le regard d'une femme debout portant une amphore. Achetée en 1957, l'œuvre est conservée à la Galerie nationale d'Écosse, à Édimbourg, au Royaume-Uni.